# Guerra de Cabinda
La guerra de Cabinda es una insurgencia separatista, llevada a cabo por el Frente para la Liberación del Enclave de Cabinda (FLEC) contra el gobierno de Angola. Cabinda tiene como objetivo la restauración de la autoproclamada República de Cabinda, ubicada dentro de las fronteras de la provincia de Cabinda en Angola.

## Antecedentes
La zona de Cabinda fue explorada por primera vez por el navegante Diogo Cão en 1483, la zona caería más tarde bajo la influencia portuguesa. En 1853 una delegación de jefes de Cabinda pidió sin éxito la extensión de la administración portuguesa de la colonia de Angola en Cabinda. Los jefes locales continuaron sus intentos de cooperación con Portugal hasta 1884 cuando inició la  Conferencia de Berlín y el Tratado de Simulambuco de 1885, después del inicio de estos tratados Cabinda se convirtió en un protectorado portugués. A pesar del hecho de que Cabinda es un estado semiindependiente, un nuevo gobierno portugués elegido en 1956 transfirió la administración de la región a Angola sin un acuerdo previo con los líderes locales de Cabinda. 
 

El primer movimiento separatista de Cabinda fue conocido como Associaco dos Indígenas do Enclave de Cabinda (AlEC)que se formó en 1956, el AIEC abogaba por la creación de una unión entre Cabinda, el Congo Belga y el Congo francés. ASSOCIACAO dos Ressortissants hacer Enclave de Cabinda (AREC) fue fundada en 1959 como organización humanitaria, AREC fue retitulado como el movimiento de la libertad para el estado de Cabinda (LMCE), cambiando su papel en un movimiento político para promover la autodeterminación. El Comité Nacional de acción de la gente de Cabinda (CAUNC) y la Alianza de Mayombé (ALLIAMA) se unió a la escena política creciente en el mismo año. En 1963, ALLIAMA y CAUNC se fusionaron en el frente de liberación del Enclave de Cabinda (FLEC), que desde entonces había sido el mayor movimiento de autodeterminación de la región. En el mismo año, la organización de unidad africana declaró que Cabinda era un estado independiente con su propio movimiento de independencia. El 10 de enero de 1967, FLEC formó un gobierno en el exilio con sede en la ciudad de Tshela, Zaire. En agosto de 1974, el FLEC absorbió la Unión Democrática de pueblos de Cabinda y el partido democrático de Cabinda, convirtiéndose en la única organización política en Cabinda. 

En enero de 1975 bajo la presión de los movimientos de liberación de Angola, Portugal aceptó Cabinda como parte de Angola en el acuerdo de Alvor, donde estuvieron presentes, los 3 movimientos de independencia de Angola (MPLA, UNITA y FNLA) Cabinda puede negar el derecho a la autodeterminación otorgada previamente por el ONU en la carta de derecho a la autodeterminación y el Tratado de Simulambuco. El 1 de agosto de 1975, el presidente de la FLEC Luis Ranque Franque anunció la formación de la República de Cabinda, un estado independiente. Las tropas del MPLA controlaban la región y al momento ignoran la declaración. En noviembre de 1975, Angola ganó la independencia de Portugal, alegando Cabinda como parte de su territorio. El gobierno provisional de Cabinda, liderado por el FLEC, fue revocado. El 8 de noviembre de 1975, FLEC respondió iniciando la lucha armada, con el objetivo de crear un estado separado de Cabinda.

## Conflicto
Durante el curso de la guerra civil de Angola, la CABINDA quedó dividida en cinco facciones independientes. Militaire Posiçao de CABINDA (FLEC-PM) fue retitulada más adelante como FLEC-Renovada (FLEC-R), FLEC-N'Zita y el Comité comunista de Cabinda, FLEC-Lubota, Uniao Nacional de creación de Cabinda (UNLC). Mientras la guerra continuaba el MPLA conducido por el Gobierno intentó ganarse el apoyo de las diversas facciones FLEC y entrar en negociaciones. Por otra parte los rebeldes UNITA directamente colaboraron con FLEC-FAC, pretendiendo ampliar su alianza con el grupo. Lo anterior no impidió UNITA colaborando ocasionalmente con MPLA en anti operaciones del FLEC. En 2002, el gobierno angoleño firmó un acuerdo de paz con UNITA oficialmente fin a la guerra civil. 
 
Cuba, Alemania Oriental y la Unión Soviética entraron en la guerra civil del lado de MPLA en 1975, pronto invadiendo Cabinda. De acuerdo a servicios de inteligencia de Estados Unidos, Francia y Bélgica alegado apoyaron FLEC proporcionando ayuda financiera y entrenamiento. A pesar de Zaire seguía siendo el principal apoyo extranjero de FLEC. FLEC-Renovada recibió apoyo de varias organizaciones de derecha de Estados Unidos, Sudáfrica y japonés así como la Liga Mundial por la libertad y la democracia.
En 1956, aceite fue descubierto en la región, por 1966 Gulf Oil Company comenzó la explotación comercial. La gran cantidad de ingresos generados por regalías petroleras, contribuyó al auge de la importancia geopolítica de Cabinda. En 1970 los ingresos del petróleo ascendieron a $ 16 millones y se esperaban que aumente a $ 32 millones en 1972. Aceite continuado para desempeñar un papel importante, por ti 2011 representó aproximadamente el 86% de los ingresos totales del estado angoleño. La marginación de la población local a favor de los intereses portugueses y angoleños más tarde desempeñó un papel importante en el aumento de la militancia separatista en la región. 
 
En 18 de julio de 2006, el foro de Cabinda para diálogo (FCD) y el FLEC-Renovada liderado por António Bento bembes firmó un segundo definitivo cese al fuego con el gobierno angoleño conocido como el memorándum de entendimiento para la paz en Cabinda, el evento tuvo lugar en Macabi, Cabinda. El acuerdo aseguró a estado de Cabinda como una parte de Angola, situación económica especial y poderes de gobierno local a Cabinda y condenado más actos de insurgencia y el separatismo. El Tratado recibió críticas de los opositores de Bembe dentro del movimiento. El acuerdo de paz marca una aguda disminución de intensidad de conflict. 
Según la organización de los pueblos y naciones no representados, Cabinda está bajo ocupación militar,  reforzada en los últimos tiempos por las fuerzas angoleñas. Esto era especialmente verdad después de Togo de fútbol nacional fue atacado por el FLEC, cuando Angola fue el anfitrión de la Copa Africana de Naciones de 2010. Las fuerzas rebeldes afirmaron que fue un error. En 2012, FLEC-FAC anunció su disposición a declarar un alto el fuego y buscar una resolución negociada del conflicto. 
 
Intervención internacional en el conflicto ha sido limitada, con Portugal que ofrece un papel de mediación y dejar que la regla FLEC una delegación en Lisboa.

## Violaciones a los Derechos Humanos
Según un informe de Human Rights Watch, el servicio secreto y militares angoleños se han cometido una serie de violaciones de derechos humanos durante el conflicto. El informe indica que entre septiembre de 2007 y marzo de 2009, 38 personas fueron detenidas, torturadas, humilladas y más tarde llevadas a juicio por delitos de supuesta seguridad. Los arrestados incluyen a seis miembros de las Fuerzas Armadas Angoleñas que fueron acusados de deserción y llevar a cabo ataques armados, así como un experiodista de la voz de América, conocido por sus críticas en contra del gobierno. Los detenidos se les negó contacto con profesionales del derecho o a sus familias por períodos prolongados de tiempo. Lo anterior se considera una violación del Pacto Internacional de derechos civiles y políticos. Una investigación realizada por la Bertelsmann Stiftung que abarcaba el período comprendido entre 2011 y 2013, indicó un ataque sistemático a los derechos humanos, las violaciones han tenido lugar con periodistas, activistas de derechos civiles y clérigos. Estos recibieron acoso tras ser acusado de apoyar el FLEC. Según Informes de la Bertelsmann Stiftung, Freedom House y Human Rights Watch señalaron violaciones cometidas por el FLEC.